# Лагрейндж (Вайоминг)
Лагрейндж (англ. La Grange, Wyoming) — город, расположенный в округе Гошен (штат Вайоминг, США) с населением в 332 человека по статистическим данным переписи 2000 года.

## География
По данным Бюро переписи населения США город Лагрейндж имеет общую площадь в 1,04 квадратных километров, водных ресурсов в черте населённого пункта не имеется.
Лагрейндж расположен на высоте 1399 метров над уровнем моря.

## Демография
По данным переписи населения 2000 года в Лагрейндже проживало 332 человека, 57 семей, насчитывалось 86 домашних хозяйств и 108 жилых домов. Средняя плотность населения составляла около 341 человека на один квадратный километр. Расовый состав населения города по данным переписи распределился следующим образом: 93,98 % белых, 0,30 % — чёрных или афроамериканцев, 1,81 % — коренных американцев, 1,20 % — азиатов, 0,30 % — выходцев с тихоокеанских островов, 1,81 % — представителей смешанных рас, 0,60 % — других народностей. Испаноговорящие составили 7,53 % от всех жителей города.
Из 86 домашних хозяйств в 31,4 % — воспитывали детей в возрасте до 18 лет, 58,1 % представляли собой совместно проживающие супружеские пары, в 9,3 % семей женщины проживали без мужей, 32,6 % не имели семей. 29,1 % от общего числа семей на момент переписи жили самостоятельно, при этом 10,5 % составили одинокие пожилые люди в возрасте 65 лет и старше. Средний размер домашнего хозяйства составил 2,66 человек, а средний размер семьи — 3,40 человек.
Население города по возрастному диапазону по данным переписи 2000 года распределилось следующим образом: 21,7 % — жители младше 18 лет, 39,8 % — между 18 и 24 годами, 16,9 % — от 25 до 44 лет, 10,5 % — от 45 до 64 лет и 11,1 % — в возрасте 65 лет и старше. Средний возраст жителей составил 22 года. На каждые 100 женщин в городе Лагрейндж приходилось 96,4 мужчин, при этом на каждые сто женщин 18 лет и старше приходилось 100,0 мужчин также старше 18 лет.
Средний доход на одно домашнее хозяйство в городе составил 18 750 долларов США, а средний доход на одну семью — 27 917 долларов. При этом мужчины имели средний доход в 16 875 долларов США в год против 11 250 долларов среднегодового дохода у женщин. Доход на душу населения в городе составил 8056 долларов в год. 28,3 % от всего числа семей в округе и 24,6 % от всей численности населения находилось на момент переписи населения за чертой бедности, при этом 21,3 % из них были моложе 18 лет и 14,3 % — в возрасте 65 лет и старше.